# أندري كروس
أندري كروس (بالإنجليزية: Andrei Cross) هو سباح باربادوسي، ولد في 2 يونيو 1984 في بريدج تاون في باربادوس.

## وصلات خارجية
- أندري كروس على موقع الاتحاد الدولي للسباحة (الإنجليزية)
- أندري كروس على موقع SwimRankings.net (الإنجليزية)
- أندري كروس على موقع اللجنة الأولمبية الدولية (الإنجليزية)
- أندري كروس على موقع أوليمبيديا (الإنجليزية)
- أندري كروس على موقع اتحاد ألعاب الكومنولث (مؤرشف) (الإنجليزية)
- أندري كروس على موقع دورة ألعاب الكومنولث 2006 (مؤرشف) (الإنجليزية)